# Kazjaryna Rudakowa
Kazjaryna Iwanauna Rudakowa (belarussisch Кацярына Іванаўна Рудакова; * 23. Januar 1984 in Nawapolazk) ist eine ehemalige belarussische Skilangläuferin.

## Werdegang
Rudakowa nahm von 2002 bis 2016 an Wettbewerben der Fédération Internationale de Ski teil. Ihr erstes Weltcuprennen lief sie im Dezember 2005 in Nove Mesto, welches sie auf dem 51. Platz im Sprint beendete. Bei den Olympischen Winterspielen 2006 in Pragelato belegte sie den 51. Platz im Sprint, den 49. Rang im 15-km-Skiathlonrennen und den 15. Platz mit der Staffel. Ihre besten Platzierungen bei den nordischen Skiweltmeisterschaften 2009 in Liberec waren der 31. Platz im 30-km-Massenstartrennen und der neunte Rang mit der Staffel. In der Saison 2009/10 gewann sie beim Demino Ski Marathon und beim Murmansk Skimarathon. Bei den Olympischen Winterspielen 2010 in Vancouver errang sie den 58. Platz über 10 km Freistil, den 49. Platz im Skiathlon und den zehnten Rang mit der Staffel. Im April 2011 gewann sie wie im Vorjahr beim Murmansk Skimarathon über 50 km Freistil. In der Saison 2011/12 gewann sie beim Demino Ski Marathon über 50 km Freistil und beim Avacha Ski Marathon über 60 km Freistil. Im Dezember 2012 belegte sie den zweiten Rang beim La Sgambeda. Die Tour de Ski 2012/13 beendete sie auf dem 44. Platz in der Gesamtwertung. Dabei holte sie ihre ersten und bisher einzigen Weltcuppunkte. Ihre besten Resultate bei den nordischen Skiweltmeisterschaften 2013 im Val di Fiemme waren der 28. Platz über 10 km Freistil und der 17. Rang zusammen mit Waljanzina Kaminskaja im Teamsprint. Im März 2013 siegte sie beim Murmansk Skimarathon über 50 km Freistil. 2013 wurde sie ebenfalls belarussische Meisterin über 10 km Freistil. In der Saison 2013/14 gewann sie wie im Vorjahr den Murmansk Skimarathon über 50 km Freistil und den Ugra Skimarathon in Chanty-Mansijsk über 50 km Freistil. Bei den belarussischen Meisterschaften 2014 wurde sie Meister in der Disziplin Sprint. In der folgenden Saison siegte sie beim Ski Marathon Nikolov Perevoz in Dubna über 50 km Freistil, beim Demino Ski Marathon über 50 km Freistil, beim Ugra Skimarathon über 30 km Freistil und beim Avacha Ski Marathon in Petropawlowsk über 60 km Freistil. Bei den nordischen Skiweltmeisterschaften 2015 in Falun belegte sie den 39. Platz über 10 km Freistil und den 15. Rang im Teamsprint.

## Erfolge

### Siege bei Worldloppet-Cup-Rennen
Anmerkung: Vor der Saison 2015/16 hieß der Worldloppet Cup noch Marathon Cup.
| Nr. | Datum          | Ort             | Rennen            | Disziplin                  |
| --- | -------------- | --------------- | ----------------- | -------------------------- |
| 1.  | 11. April 2015 | Chanty-Mansijsk | Ugra Ski Marathon | 30 km Freistil Massenstart |

### Sonstige Siege bei Skimarathon-Rennen
- 2010 Demino Ski Marathon, 50 km Freistil
- 2010 Murmansk Skimarathon, 50 km Freistil
- 2011 Murmansk Skimarathon, 50 km Freistil
- 2012 Demino Ski Marathon, 50 km Freistil
- 2012 Avacha Ski Marathon, 60 km Freistil
- 2013 Murmansk Skimarathon, 50 km Freistil
- 2014 Murmansk Skimarathon, 50 km Freistil
- 2014 Demino Ski Marathon, 50 km Freistil
- 2015 Nikolov Perevoz Ski Marathon, 50 km Freistil
- 2015 Demino Ski Marathon, 50 km Freistil
- 2015 Avacha Ski Marathon, 60 km Freistil

## Weltcup-Statistik
Die Tabelle zeigt die erreichten Platzierungen im Einzelnen.
- 1.–3. Platz: Anzahl der Podiumsplatzierungen
- Top 10: Anzahl der Platzierungen unter den ersten zehn
- Punkteränge: Anzahl der Platzierungen innerhalb der Punkteränge
- Starts: Anzahl gelaufener Rennen in der jeweiligen Disziplin
- Hinweis: Bei den Distanzrennen erfolgt die Einordnung gemäß FIS.

| Platzierung         | Distanzrennen a | Distanzrennen a | Distanzrennen a | Distanzrennen a | Distanzrennen a | Skiathlon Verfolgung | Sprint | Etappen- rennen b | Gesamt | Team c | Team c  |
| Platzierung         | ≤ 5 km          | ≤ 10 km         | ≤ 15 km         | ≤ 30 km         | > 30 km         | Skiathlon Verfolgung | Sprint | Etappen- rennen b | Gesamt | Sprint | Staffel |
| ------------------- | --------------- | --------------- | --------------- | --------------- | --------------- | -------------------- | ------ | ----------------- | ------ | ------ | ------- |
| 1. Platz            |                 |                 |                 |                 |                 |                      |        |                   |        |        |         |
| 2. Platz            |                 |                 |                 |                 |                 |                      |        |                   |        |        |         |
| 3. Platz            |                 |                 |                 |                 |                 |                      |        |                   |        |        |         |
| Top 10              |                 |                 |                 |                 |                 |                      |        |                   |        |        |         |
| Punkteränge         |                 |                 |                 |                 |                 |                      |        |                   |        |        | 4       |
| Starts              | 5               | 12              | 15              |                 |                 | 4                    | 9      | 2                 | 47     |        | 4       |
| Stand: Karriereende |                 |                 |                 |                 |                 |                      |        |                   |        |        |         |